# Arbiter elegantiae

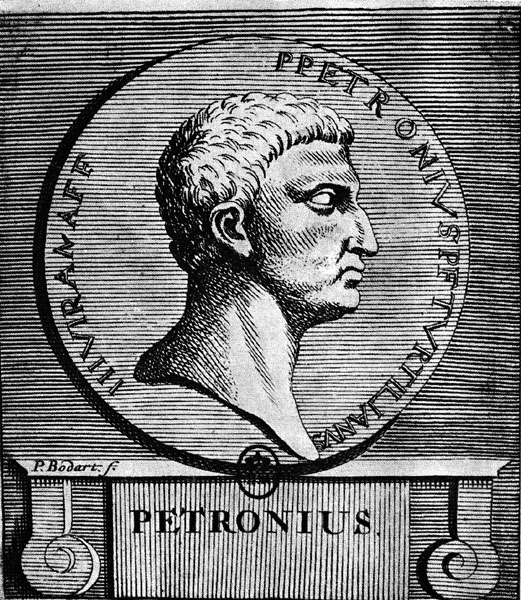
Ritratto di Petronio Arbitro: elegantiae arbiter romano per eccellenza

La locuzione latina arbiter elegantiae, tradotta letteralmente, significa "giudice di raffinatezza". Da Tacito apprendiamo che con questo appellativo (elegantiae arbiter o arbiter elegantiarum) era definito Petronio della corte di Nerone (Annales XVI.18).
La locuzione indica un uomo di buon gusto, raffinato nei piaceri e nel vestire: un esteta, un signore che gode dei piaceri rari e non può sopportare le persone grossolane. Si è con ragione portati ad identificare nel Petronio tacitiano l'autore del Satyricon, che doveva essere davvero un'opera di grande mole: noi possediamo solo una parte dei libri XV-XVI, e questo poco che ci rimane costituisce già un'opera vasta (qualche centinaio di pagine). Nel 1654, a Traù, in Dalmazia, fu casualmente trovato in una biblioteca il più pregevole excerptum, la famosa Cena Trimalchionis. Satyricon, alla greca, è dunque il titolo; e di satira si tratta, ma non di satira morale come quella di tutti gli altri satirici latini (Lucilio, Orazio, Persio, Giovenale), ma di satira che si potrebbe definire estetica: l'autore non mette infatti in caricatura il vizio, ma l'uso inelegante del piacere e delle ricchezze. L'epiteto "elegantiae arbiter" si trova anche nel romanzo Quo vadis? dello scrittore Henryk Sienkiewicz, in cui Petronio viene descritto come un personaggio eccentrico, raffinato, ironico, colto, astuto e allo stesso tempo indifferente e distaccato.